# Makary (Mawrojanakis)
Makary, imię świeckie Jeorjos Mawrojanakis – duchowny prawosławnego Patriarchutu Jerozolimy, od 2013 arcybiskup Kataru.

## Życiorys
Święcenia kapłańskie przyjął w 2004. 24 listopada 2010 uzyskał godność archimandryty. Chirotonię biskupią otrzymał 10 marca 2013.